# Lovers Live
Albums de Sade
Lovers Rock
(2000) Soldier of Love
(2010)
Lives par Sade
Live
(1994) Bring Me Home: Live 2011
(2012)
Lovers Live est un album live et le troisième album vidéo du groupe anglais Sade, sorti le 5 février 2002 chez Epic Records.
L'album a été enregistré aux États-Unis les 20 et 21 septembre 2001 à l'Arrowhead Pond à Anaheim (Californie) et au Great Western Forum à Inglewood (Californie) dans le cadre de la tournée Lovers Rock Tour. Le CD contient 13 titres, tandis que le DVD contient 22 titres ainsi que des bonus.

## Lovers Rock Tour
L'album et le DVD ont été enregistrés lors de la tournée Lovers Rock Tour du groupe en septembre 2001. La tournée s'est classée 13e au classement de fin d'année du Billboard, avec 26 488 293 millions de dollars de recettes et 491 151 spectateurs à 42 concerts. India Arie et Youssou N'Dour ont assuré la première partie de la tournée.

## Liste des titres
| 1.  | Cherish the Day                 | 6:37 |
| 2.  | Somebody Already Broke My Heart | 5:13 |
| 3.  | Smooth Operator                 | 4:16 |
| 4.  | Jezebel                         | 6:44 |
| 5.  | Kiss of Life                    | 4:58 |
| 6.  | Slave Song                      | 4:35 |
| 7.  | The Sweetest Gift               | 2:32 |
| 8.  | The Sweetest Taboo              | 6:01 |
| 9.  | Paradise                        | 4:32 |
| 10. | No Ordinary Love                | 6:09 |
| 11. | By Your Side                    | 4:54 |
| 12. | Flow                            | 5:01 |
| 13. | Is It a Crime?                  | 8:23 |

| 1.  | Cherish the Day                      | 6:46  |
| 2.  | Your Love Is King                    | 4:38  |
| 3.  | Somebody Already Broke My Heart      | 5:15  |
| 4.  | Cherry Pie                           | 6:06  |
| 5.  | Pearls                               | 4:47  |
| 6.  | Every Word                           | 4:13  |
| 7.  | Smooth Operator                      | 4:06  |
| 8.  | Redeye                               | 4:11  |
| 9.  | Jezebel                              | 6:43  |
| 10. | Kiss of Life                         | 5:05  |
| 11. | Slave Song                           | 4:21  |
| 12. | The Sweetest Gift                    | 2:45  |
| 13. | The Sweetest Taboo                   | 6:29  |
| 14. | Lovers Rock                          | 4:24  |
| 15. | Immigrant                            | 4:13  |
| 16. | Paradise                             | 4:30  |
| 17. | King of Sorrow                       | 4:51  |
| 18. | No Ordinary Love                     | 5:47  |
| 19. | By Your Side                         | 5:52  |
| 20. | Flow                                 | 5:35  |
| 21. | Is It a Crime                        | 11:21 |
| 22. | It's Only Love That Gets You Through | 4:01  |
| 23. | Exclusive backstage footage          | 7:41  |
| 24. | Message to Sade                      | 10:16 |
| 25. | King of Sorrow (Vidéo)               | 4:47  |
| 26. | Tour Photo Gallery                   |       |

## Équipe technique

### Musiciens
| Sade - Sade Adu : chant - Andrew Hale : clavier - Stuart Matthewman : guitare, saxophone - Paul S. Denman : guitare basse | Autres musiciens - Pete Lewinson : percussions - Tony Momrelle : voix - Leroy Osbourne : flûte, guitare, voix - Karl Vanden Bossche : percussions - Ryan Waters : guitare |

### Production
- Mike Pela : mixage
- Andrew Nichols : assistant mixage
- Howard Page : ingénieur du son
- Eric Johnston : ingénieur du son assistant
- Charlie Bouis : ingénieur enregistrement
- Ian Duncan : montage numérique
- Sophie Muller – design image
- Lynn Jeffrey : assistant personnel

## Classements

### Classements hebdomadaires
| Classement (2002)                   | Meilleure position |
| ----------------------------------- | ------------------ |
| Allemagne (Media Control AG)        | 41                 |
| Autriche (Ö3 Austria)               | 40                 |
| Belgique (Flandre Ultratop)         | 34                 |
| Belgique (Wallonie Ultratop)        | 11                 |
| Écosse (OCC)                        | 89                 |
| Espagne (Promusicae)                | 24                 |
| États-Unis (Billboard 200)          | 10                 |
| États-Unis (Top R&B/Hip-Hop Albums) | 5                  |
| France (SNEP)                       | 36                 |
| Hongrie (Mahasz)                    | 21                 |
| Irlande (Irish Albums Chart)        | 54                 |
| Italie (FIMI)                       | 16                 |
| Japon (Oricon)                      | 94                 |
| Norvège (VG-lista)                  | 25                 |
| Pays-Bas (Mega Album Top 100)       | 43                 |
| Suède (Sverigetopplistan)           | 50                 |
| Suisse (Hit-parade suisse)          | 27                 |
| Royaume-Uni (UK Albums Chart)       | 51                 |

| Classement (2002)                   | Meilleure position |
| ----------------------------------- | ------------------ |
| Australie (ARIA Music DVD)          | 16                 |
| Hongrie (Mahasz DVD)                | 17                 |
| Suède (Sverigetopplistan DVD Album) | 1                  |
| Royaume-Uni (UK Music Videos)       | 20                 |
| États-Unis (Music Video Sales)      | 1                  |

| Classement (2002)   | Position |
| ------------------- | -------- |
| Canada (R&B Albums) | 96       |

| Classement (2002)             | Position |
| ----------------------------- | -------- |
| Suède (Sverigetopplistan DVD) | 27       |

### Certifications
| Pays                                                                 | Certification | Ventes   |
| Vidéo                                                                | Vidéo         | Vidéo    |
| -------------------------------------------------------------------- | ------------- | -------- |
| Allemagne (BM)                                                       | Or            | 25 000^  |
| Brésil (ABPD)                                                        | Or            | 25 000*  |
| États-Unis (RIAA)                                                    | Or            | 180 000^ |
| Album                                                                |               |          |
| Espagne (PME)                                                        | Or            | 50 000^  |
| États-Unis (RIAA)                                                    | Or            | 562 000  |
| *Ventes selon la certification ^Mise en rayon selon la certification |               |          |